# Mártir de Cuilapan
Mártir de Cuilapan là một đô thị thuộc bang Guerrero, México. Năm 2005, dân số của đô thị này là 15272 người.